# Пиво в России
Пиво (др.-рус. олъ) — слабоалкогольный напиток, изготовляемый из солода, воды и хмеля путем брожения и варения.

## История

### Пиво на Руси
Славянское слово «пиво» (от глагола пить) первоначально означало всякое питьё, напиток вообще, и лишь в конце Средних веков стало названием алкогольного напитка.
Пивоварение на Руси имеет давние традиции. Упоминания о переваре — достаточно крепком напитке, который готовили русичи из пива и мёда, встречаются уже в древних летописях[уточнить].
На Руси «пивом» стали называть именно «алкогольный напиток» к XIV веку (ст.‑слав. пиво творено, «питиё ставленное»). При этом напитки, получаемые путём искусственного сбраживания зерна назывались квас и ол (олуй, олус).
На Руси прототипами современного пива были:
- ол, оловина[8], олуй, олус (густое крепкое пиво типа портера), который варился из ячменя с добавлением хмеля и полыни;
- квас, который готовили из ячменя или ржи, без трав, и который был более густой и хмельной;
- брага, варившаяся из овсяного или ячменного солода, распариваемого вместе с хмелем.

Брагу и ол пили горячими.
Основываясь на информации из Переписной книги Водской пятины 1500 года, можно с уверенностью сказать, что изготовление пива было широко распространено в деревнях Новгородской Руси. Так, например, в деревне Захожаи «… старого дохода … шло восемь денег, две бочки пива, а из хлеба треть».
Во времена Ивана III было введено исключительное право казны на варку пива для продажи, и пиво вместе с хлебным вином стали продавать в царёвых кабаках, со временем хлебное вино все больше вытесняло пиво.
К концу XVI — началу XVII в. запрет на торговлю пивом действовал в городах, а для собственного употребления горожане могли варить пиво («пивца сварити») только в исключительных случаях. Борис Годунов (1598—1605) ввел на варку пива возрастной ценз, разрешавший варить только старикам.
В XVII веке крестьянам разрешалось самим варить пиво, брагу и мёд четыре раза в году, oбычно в Великий день (Пасху), Дмитриевскую субботу, на Масленицу и на Коляду (Рождество Христово), такие праздничные застолья назывались «особым пивцом». Право на особый пивец давалось с разбором, обыкновенно только наиболее работящим и предприимчивым крестьянам, причем лишь на три дня. Также пиво разрешалось варить самим к престольному празднику, крестинам, свадьбам.
В начале XVIII века в Новгороде ведро простого пива стоило 4 алтына, то есть 12 копеек, при царе Алексее Михайловиче бочка пива продавалась за 4 рубля.

### Пиво в Российской империи
К началу XX века в Российской империи домашнее производство пива не облагалось никакими налогами и было широко развито среди крестьян. К большим праздникам, особенно местным, деревенским, к свадьбам крестьяне всегда варили пиво в больших количествах, но опять же только для себя, а не на продажу.

### В РСФСР
В результате Первой мировой и гражданской войн большинство пивоваренных заводов было разрушено, многие из них так и не были восстановлены. Возрождение пивоварения в РСФСР, практически уничтоженного «царским сухим законом», началось в конце 1921 года, после введения в стране НЭПа. В процессе восстановления отрасли принимали участие и государственные органы, и кооперативные организации, и частные лица.
Первое время в РСФСР в основном производились те же сорта, что и до революции: Венское, Мюнхенское, Баварское, Кульмбахское, Пльзенское. Нормальное развитие отрасли затруднялось отсутствием в стране полноценных рыночных отношений, нехваткой качественного сырья и нарастающим подавлением частного предпринимательства со стороны государства.
После введения в действие первого Общесоюзного Стандарта (ОСТ 61 «Пиво» был утверждён 25 февраля 1927 года как обязательный с 1 января 1928 года) в РСФСР предписывалось производить регламентированные в нём сорта: Светлое пиво № 1, Светлое пиво № 2, Тёмное пиво и Чёрное пиво.
Большой урон пивоварению нанесла антиалкогольная кампания 1929—1930 годов: массово закрывались пивные, уменьшалось число мест торговли пивом и как следствие — сокращалось производство. Прекратили выпуск пива такие крупные российские заводы как Шаболовский и Хамовнический в Москве, «Новая Бавария» в Ленинграде.
Очередной подъём пивоварения начался в 1934 году, когда в подчинение Главного управления пивоваренной и дрожжевой промышленности (Главпиво) нового Народного комиссариата пищевой промышленности СССР (НКПП) были переданы шесть крупных российских пивоваренных предприятий: «Вена» (Ленинград), Горьковский пивоваренный завод, завод «Пищепродукт» (Москва), Исетский пивоваренный завод (Свердловск), Жигулёвский пивоваренный завод (Самара) и «Заря» (Ростов-на-Дону).
В начале 1936 года были внедрены в производство новые сорта пива: Жигулёвское, Русское, Украинское, Московское, Мартовское, Бархатное и возобновлено изготовление Портера.
Постановлением Президиума ВЦИК от 19 октября 1936 года был образован Народный комиссариат пищевой промышленности РСФСР, в состав которого входило Главное управление пиво-безалкогольной и дрожжевой промышленности (Росглавпиво), в ведение которого были переданы несколько заводов НКПП.
Великая Отечественная война привела к сокращению числа предприятий и объёмов производства отрасли, но многие заводы восстанавливались практически сразу после освобождения советских территорий от фашистской оккупации. После Великой Отечественной войны было построено несколько новых заводов, оборудование для которых было ввезено из Германии по репарациям.
В 1970-е годы в РСФСР было построено несколько крупных предприятий отрасли, работавших на чехословацком оборудовании: Казанский пивоваренный завод (1974), Ростовский пивзавод «Новая Заря» (1974), Ярославский пиво-безалкогольный завод (1974), Липецкий пивоваренный завод (1975), Курский пивоваренный завод «Сейм» (1976), Волжский пивоваренный завод (1977), Очаковский пивобезалкогольный комбинат в Москве (1978) и другие. Много небольших пивоваренных предприятий находилось в ведении Российского союза потребительских обществ (Роспотребсоюза).
В РСФСР, как и во всём Советском Союзе, массовыми стандартизированными сортами светлого пива были Жигулёвское, Московское, Ленинградское, Ячменный колос и Рижское; тёмного — Украинское, Бархатное, Мартовское, Портер. Наибольшее распространение получило Жигулёвское пиво, самое дешёвое и простое. В крупных городах к 1980-м годам работали также и пивные автоматы (в народе «автопоилки») — бросив в монетоприёмник 20-копеечную монету, можно было получить кружку пива (как правило, «Ячменный колос») объёмом 0,5 литра.
Некоторые предприятия производили оригинальные сорта собственной разработки. Начиная с середины 1950-х годов во всех союзных республиках стали производить так называемые «национальные» сорта. В России это были светлые Российское, Славянское, Адмиралтейское, Донское Казачье, Нижегородское, Наша марка, Норильское, Клинское, Петровское, Рижское оригинальное, Московское оригинальное, Ленинградское оригинальное, Казанское, Самарское, Невское, Двойное золотое, Исетское, Праздничное, Юбилейное, Москворецкое и тёмные Останкинское, Ладожское, Новгородское, Осетинское «Иристон».
В продаже изредка появлялось импортное чешское и немецкое пиво.
Очередной удар по отрасли нанесла антиалкогольная политика времён Перестройки.
Из-за отсутствия частного предпринимательства в стране не сложилась культура минипивоварен — на рынке преобладали массовые сорта вроде Жигулёвского, которое на пике популярности варили 735 заводов страны.

### В Российской Федерации
1990-е
После распада СССР пивной рынок Российской Федерации активно развивается: в продаже появилось много импортного пива, строятся мини- и микропивоварни, разрабатываются новые отечественные сорта, производятся напитки всемирно известных торговых марок по лицензиям.
2000-е
Как и во многих других странах, в результате процессов глобализации, произошло укрупнение компаний путём скупки предприятий независимых производителей. На пивной рынок России активно проник иностранный капитал: в 2008 году уже 84 % этого рынка было поделено между пятью крупными международными компаниями: датской Carlsberg (38,3 %), бельгийской InBev (17,0 %), нидерландской Heineken (13,9 %), турецкой Efes (10,0 %) и британской SABMiller (4,8 %).
Не выдержав конкуренции, закрылись заводы: Москворецкий (2005), Хамовнический (2005), Бадаевский (2006), в Санкт-Петербурге — «Бавария» (2005); петербургские заводы «Вена» и Пивоваренный завод имени Степана Разина превращены в подсобные помещения. Прекратил производство пива Останкинский завод (2008).
Объём производства пива в 2009 году составил 1085 млн (и многие эксперты говорят о том, что рынок приближается к насыщению), темпы роста производства показали отрицательный результат (-2,8 % в натуральном выражении и 8,6 % в стоимостном выражении). По прогнозам на 2010 год, спад производства продолжится. Положительный прирост в стоимостном выражении на фоне общего снижения производства произошёл лишь за счет повышения отпускных цен на пиво. Эксперты прогнозируют дальнейший спад на рынке пива в 2010 году.
2010-е
К 2010 году международный рынок пива в России в значительной степени консолидирован. На рынке существует шесть крупных игроков. Крупнейшим международным производителем на российском рынке пива, является Пивоваренная компания «Балтика», в тройку лидеров также входят компании «САН ИнБев» и группа компаний Heineken, далее следуют ГК Эфес, САБ Миллер РУС и ГК Очаково.
Независимые российские производители пива, за исключением компании Очаково, представляют собой обособленные предприятия, продукция которых потребляется в основном внутри того же региона, где и производится.
В 2010 году потребление пива на душу населения в России составляло около 77 литров (наибольшее значение этого показателя наблюдалось в 2007 году — 81 литр).
Регионами России, демонстрирующими наибольшее значение данного показателя (свыше 80 литров) являются Уральский, Северо-Западный и Центральный федеральные округа. Согласно проведенным исследованиям, пиво пьют больше половины россиян — 57 %. Из них 60 % составляют мужчины и 40 % — женщины. Основными потребителями пива являются люди в возрасте от 25 до 45 лет. Частота потребления пива в России довольно высокая — 31 % тех, кто пьёт пиво, делает это не менее одного раза в неделю.
В 2011 году было известно о 561 действующем в России пивоваренном предприятии. Среди них: 40 крупных предприятий, 76 региональных пивоварен, 263 минипивзавода / минипивоварни и 182 ресторанные пивоварни. Реальное число действовавших в 2011 году пивных производств, вероятно, превышает 600, но вряд ли больше 1000.
По данным «САН ИнБев», с 2008 года по 2013 год рынок пива в России сократился более чем на 25 %.
По данным Росстата, с 2008 года по 2014 год рынок пива в России сократился более чем на 30 %.
В 2014 году, из-за увеличения налоговой и административной нагрузки, прекратили производство пивоваренные заводы компании «САН ИнБев» в Курске (2012), Новочебоксарске (2013), Перми.
30 апреля 2015 Carlsberg Group закрыла, в рамках оптимизации, два из десяти своих предприятий — в Челябинске (Балтика-Челябинск) и Красноярске (Балтика-Пикра).
В 2016 году количество действующих в России пивоварен выросло до 861. Среди них: 34 крупных предприятий, 71 региональных пивоварен, 507 минипивзавода / минипивоварни и 250 ресторанные пивоварни. Таким образом, с 2011 года наблюдается рост общего количества пивоварен с перераспределением доли от крупных заводов к мини и ресторанным пивоварням..
С 1 января 2017 компания Heineken завершила производство на своём филиале в Калининграде; причиной остановки производства называли падение рынка пива в течение последних восьми лет, усиление давление нормативной среды (семикратный рост акциза по сравнению с 2008 годом, запрет малых форм торговли, резкое ограничение рекламы, введение ЕГАИС).
10 июня 2016 года был принят закон, запрещающий продавать алкогольную продукцию в пластиковых бутылках объёмом более 1,5 литров.
С 1 апреля 2023 года вводится обязательная маркировка пива и система «Честный знак»

## Крупные производители
- Балтика — «Балтика», «Невское», «Ярпиво», Туборг, Арсенальное, Карлсберг
- Московская Пивоваренная Компания — «Хамовники», «Хамовническое», «Жигули Барное», «Московское», «Эль Мохнатый Шмель», «Трёхгорное»
- «Пивоварня Москва-Эфес» — «Старый мельник»
- «САН ИнБев» (Клин, Волжский, Омск, Саранск, Иваново) — BUD («Бад»), «Клинское», «Сибирская Корона», Stella Artois («Стелла Артуа»), Löwenbräu («Лёвенбрау»), Brahma («Брама»), Staropramen («Старопрамен»), «Тинькофф Авторское», Hoegaarden («Хугарден»), «Толстяк» и «Bagbier» («Багбир»).[26]
- Очаково (Москва) — «Очаково»
- «Завод Трёхсосенский» (Ульяновск)[27] — «Трёхсосенское», Бояринъ
- Пивовар (Волгоград) — «Стремянное» № 4 (4,7 %), «Регир» № 5 (5,4 %)
- Гамбринус (Ижевск) — «Гамбринус», «Жигулёвское»[28].
- Шихан (Стерлитамак) — «Шихан», «Седой Урал»

## Крафтовые пивоварни
Наиболее крупными крафтовыми пивоварнями России являются:
- Jaws Brewery (Заречный)
- AF Brew (Санкт-Петербург)
- Salden’s Brewery (Тула)
- Таркос (Воронеж)
- Knightberg brewery (Санкт-Петербург)
- Victory Art Brew (Ивантеевка)
- Бакунин (Санкт-Петербург)
- Stamm Beer (Москва)
- Одна тонна (Москва)
- Plan B (Ярославль)
- Василеостровская пивоварня (Санкт-Петербург)
- Rewort Brewery (Сергиев Посад)
- 4 Brewers (Владимир)
- Волковская пивоварня (Мытищи)
- Barbarian ® (Озерск)